# Thom van Dulmen
Thom van Dulmen (Didam, 3 maart 1985) is een Nederlands voormalig wielrenner. Hij was van 2004 tot 2010 professional. Ook zijn oudere broer Frank was kortstondig beroepsrenner.

## Carrière
Thom van Dulmen begon met wielrennen bij RTV De Zwaluwen, waarmee hij met het Achterhoek 2000 Klassiekerteam en voor het District Oost heeft gereden. Daarna ging hij naar het team van Lowik Meubelen, waar hij Nederlands Kampioen tijdrijden bij de beloften werd. Het volgende jaar werd hij gecontracteerd door het Rabobank Continental Team. Na een paar jaar verhuisde Van Dulmen van de Raboploeg naar de Duitse ploeg Team Kuota-Indeland. Voor deze ploeg reed hij een seizoen, waarna hij weer terugkeerde naar een Nederlandse ploeg: Cyclingteam Jo Piels.

## Belangrijkste overwinningen
2004
- Nederlands kampioen tijdrijden, Beloften

2005
- Nederlands kampioen tijdrijden, Beloften
- Ronde van Limburg

2006
- 2e etappe Ronde van Vlaams-Brabant

2007
- Proloog Ronde van de Elzas (TTT)

2011
- Wim Hendriks Trofee